# 緑の都市賞
緑の都市賞（みどりのとししょう）は、公益財団法人都市緑化機構が主催するみどりに関する都市の緑3表彰のうちのひとつ。目的は「明日の緑豊かな都市づくり・まちづくりを目指し、緑の保全･創出活動に卓越した成果を上げている市民活動団体及び企業等、並びに公共団体を顕彰し、これにより広く都市の緑化推進、緑の保全による快適で地球にやさしい生活環境を創出すること」で、1981年に創設。
第33回からは第一生命保険を特別協賛にしている。

## 受賞者
| 都道府県 | 回     | 賞部門                                       | 所在地               | 受賞者                                                                                           | 名称                                                                                        |
| -------- | ------ | -------------------------------------------- | -------------------- | ------------------------------------------------------------------------------------------------ | ------------------------------------------------------------------------------------------- |
| 北海道   | 第39回 | 内閣総理大臣賞：緑の市民協働部門             | 北海道札幌市         | 特定非営利活動法人北海道森林ボランティア協会                                                     | 子どもたちが学ぶ北の里山づくり                                                              |
| 北海道   | 第32回 | 奨励賞：緑の地域づくり部門                   | 北海道標津郡中標津町 | 北海道中標津農業高等学校 園芸研究班                                                              | 中標津町                                                                                    |
| 北海道   | 第30回 | 奨励賞：緑の拠点づくり部門                   |                      | サッポロビール株式会社                                                                           | サッポロガーデンパーク                                                                      |
| 北海道   | 第22回 | 審査委員長奨励賞：地域緑化部門               |                      | モエレまちづくり委員会                                                                           | 東区札苗地区・中沼地区・東雁来地区                                                          |
| 北海道   | 第19回 | 読売新聞社賞：緑の街づくり・施設緑化部門     | 北海道帯広市         | 高橋建設株式会社                                                                                 | 高橋建設株式会社 社屋                                                                       |
| 北海道   | 第15回 | 都市緑化基金賞：緑化活動部門                 |                      | 財団法人草野「河畔林」トラスト財団                                                               | 河畔をはぐくむ緑の創造                                                                      |
| 北海道   | 第11回 | 建設大臣賞：緑化活動部門                     |                      | 旭川市を緑にする会                                                                               | 市民参加でみどりのまちづくり実践                                                            |
| 北海道   | 第10回 | 建設大臣賞：公共部門                         | 北海道砂川市         | 砂川市                                                                                           | 公園の中に都市がある美しいまちづくり                                                        |
| 北海道   | 第6回  | 建設大臣賞：民間部門                         |                      | 1万本植樹実行委員会                                                                              | 愛情豊かな緑の都市をめざして～北見市民の緑化活動の歩みと「1万本植樹」の成果～               |
| 北海道   | 第2回  | 建設大臣賞：公共部門                         | 北海道札幌市         | 札幌市                                                                                           | 緑に包まれたまち21世紀の札幌をめざして～指定都市施行10 年の公園・緑化事業の実績を踏まえて～ |
| 北海道   | 第2回  | 建設大臣賞：公共部門                         | 北海道帯広市         | 帯広市                                                                                           | 緑は語る夢とロマンのマチづくり～帯広緑のマチづくり“帯広の森”から～                          |
| 青森県   | 第13回 | 読売新聞社賞：緑化活動部門                   | 青森県十和田市       | 社会福祉法人至誠会救護施設誠幸園                                                                 | 救護施設誠幸園に於ける緑化活動の実践                                                        |
| 青森県   | 第8回  | 建設大臣賞：公共部門                         | 青森県弘前市         | 青森県弘前市                                                                                     | 弘前城植物園                                                                                |
| 青森県   | 第3回  | 都市緑化基金賞：民間部門                     | 青森県八戸市         | 八戸市を緑にする会                                                                               | 緑化推進に関する一考察～「八戸市を緑にする会」の活動と今後の対策～                          |
| 岩手県   | 第39回 | 都市緑化機構会長賞：緑の事業活動部門         | 岩手県雫石町         | 盛岡セイコー工業株式会社／セイコーインスツル株式会社                                             | 生物多様性に配慮した緑地づくり                                                              |
| 岩手県   | 第25回 | 国土交通大臣賞：施設緑化部門                 | 岩手県盛岡市         | 開運橋花壇クラブ／盛岡市グリーンバンク                                                           | 開運橋花壇                                                                                  |
| 岩手県   | 第21回 | 都市緑化基金賞：施設緑化部門                 | 岩手県盛岡市         | 園芸クラブみどり                                                                                 | 岩手公園内みどり花壇                                                                        |
| 岩手県   | 第8回  | 審査委員長賞：公共部門                       | 岩手県盛岡市         | 岩手県盛岡市                                                                                     | 水と緑の街づくり～盛岡らしさをいかして～                                                    |
| 宮城県   | 第36回 | 都市緑化機構会長賞：緑の事業活動部門         | 宮城県仙台市         | 曹洞宗金剛寶山輪王寺 エスペックミック株式会社                                                    | 輪王寺の森づくり                                                                            |
| 宮城県   | 第27回 | 国土交通大臣賞：緑の拠点づくり部門           | 宮城県仙台市         | 栗生小学校ビオトープ研究会／東北文化学園大学科学技術学部増田環境デザイン研究室                   | 栗生小学校ビオトープ 観察の森「くりりん」                                                   |
| 宮城県   | 第24回 | 内閣総理大臣賞：緑の都市づくり部門           | 宮城県仙台市         | 宮城県仙台市                                                                                     | 宮城県仙台市                                                                                |
| 宮城県   | 第23回 | 読売新聞社賞：地域緑化部門                   | 宮城県仙台市         | 南吉成・学校を森にする会                                                                         | 仙台市立南吉成小学校                                                                        |
| 宮城県   | 第20回 | 審査委員長奨励賞：緑の街づくり・施設緑化部門 | 宮城県川崎町         | 宮城県川崎町                                                                                     | 川崎町医療福祉センター                                                                      |
| 宮城県   | 第17回 | 建設大臣賞：緑の街づくり・地域緑化部門       | 宮城県仙台市         | 三菱地所株式会社                                                                                 | 泉パークタウン                                                                              |
| 宮城県   | 第1回  | 佳作：公共部門                               | 宮城県仙台市         | 仙台市                                                                                           | 市民参加でつくる“杜の都”の環境                                                              |
| 秋田県   | 第2回  | 審査委員長賞：公共部門                       | 秋田県秋田市         | 秋田県秋田市                                                                                     | 公園都市秋田市をつくる                                                                      |
| 山形県   | 第20回 | 都市緑化基金賞：緑の都市づくり部門           | 山形県寒河江市       | 寒河江市                                                                                         | 寒河江市                                                                                    |
| 山形県   | 第11回 | 内閣総理大臣賞：都市緑化部門                 | 山形県酒田市         | 酒田市                                                                                           | ふるさとの森づくり都市酒田                                                                  |
| 山形県   | 第7回  | 審査委員奨励賞：公共部門                     | 山形県東置賜郡高畠町 | 山形県高畠町                                                                                     | 高畠町 まほろばの緑道～｢まほろばの里・高畠｣に緑の道～                                       |
| 福島県   | 第38回 | 都市緑化機構会長賞：緑のまちづくり部門       | 福島県いわき市       | 福島県いわき建設事務所/いわき市/薄磯区/豊間区/独立行政法人都市再生機構宮城・福島震災復興支援本部 | 津波防災緑地等の多重防御による復興まちづくり                                                |
| 福島県   | 第25回 | 奨励賞：地域緑化部門                         | 福島県いわき市       | 独立行政法人都市再生機構いわき都市開発事務所                                                     | いわきニュータウン                                                                          |
| 福島県   | 第23回 | 内閣総理大臣賞：緑の都市づくり部門           | 福島県郡山市         | 福島県郡山市                                                                                     | 福島県郡山市                                                                                |
| 福島県   | 第12回 | 緑化奨励賞：地域緑化部門                     | 福島県いわき市       | 福島県いわき市                                                                                   | 公園と緑にふれあう都市づくり                                                                |

### 関東地区
| 都道府県 | 回      | 賞部門                                       | 所在地                                 | 受賞者 | 名称 |
| -------- | ------- | -------------------------------------------- | -------------------------------------- | --- | --- |
| 茨城県   | 第31回  | 国土交通大臣賞：緑の地域づくり部門           | 茨城県日立市                           | 赤羽緑地を守る会 | 赤羽緑地 |
| 茨城県   | 第16回  | 建設大臣賞：緑の街づくり・施設緑化部門       | 茨城県石岡市                           | 全国共済農業協同組合連合会 | 石岡センター |
| 茨城県   | 第12回  | 審査委員長賞：緑化活動部門                   | 茨城県石岡市                           | 石岡市フローラルシティ南台 花と緑の街づくり推進委員会／住宅・都市整備公団 首都圏都市開発本部                                                            | 花と緑の豊かなまちづくりをめざして～フローラルシティ南台のまちづくり～                                                 |
| 栃木県   | 第20回  | 建設大臣賞：緑の都市づくり部門               | 栃木県宇都宮市                         | 宇都宮市 | 宇都宮市 |
| 栃木県   | 第20回  | 都市緑化基金賞：緑の市民協働部門             | 栃木県宇都宮市                         | 大林不動産 | 宇都宮豊郷台 |
| 栃木県   | 第15回  | 建設大臣賞：緑化活動部門                     | 栃木県足利市                           | 財団法人足利市緑化・公園管理協会 | 花とみどりの町づくり                                                                                                   |
| 栃木県   | 第14回  | 建設大臣賞：緑化活動部門                     | 栃木県                                 | 栃木県緑の相談所友の会 | 都市の緑化はトライアングルで                                                                                           |
| 栃木県   | 第13回  | 都市緑化基金賞：緑化活動部門                 | 栃木県宇都宮市                         | 栃木県宇都宮市 | 多様な都市緑化施策でまちづくりを                                                                                       |
| 栃木県   | 第2回   | 都市緑化基金賞：民間部門                     | 栃木県足利市                           | 足利市緑化推進協会 | “市民と行政のスクラム方式”足利市の市民版都市緑化のあゆみ                                                               |
| 群馬県   | 第37回  | 国土交通大臣賞：緑の事業活動部門             | 群馬県前橋市                           | サンデンホールディングス | サンデンフォレスト赤城事業所における緑の保全活動                                                                       |
| 群馬県   | 第34回  | 奨励賞：緑の事業活動部門                     | 群馬県前橋市                           | ヤマト | ヤマトビオトープ園 |
| 群馬県   | 第31回  | 国土交通大臣賞：緑の都市づくり部門           | 群馬県館林市                           | 群馬県館林市 | 館林市 |
| 群馬県   | 第18回  | 審査委員長奨励賞：緑の街づくり・地域緑化部門 | 群馬県前橋市                           | 桃木川を愛する会 | 桃木川河畔 |
| 群馬県   | 第9回   | 審査委員長賞：公共部門                       | 群馬県大泉町                           | 群馬県大泉町 | 活力と緑あふれる住みたいまち                                                                                           |
| 群馬県   | 第4回   | 建設大臣賞：公共部門                         | 群馬県前橋市                           | 群馬県前橋市 | “水と緑の健康都市”づくり－その10年                                                                                     |
| 埼玉県   | 第39回  | 都市緑化機構会長賞：緑の市民協働部門         | 埼玉県熊谷市                           | 市民協働「熊谷の力」小江川地区1000本桜事業事務局 | 市民協働「熊谷の力」小江川地区1000本桜事業                                                                             |
| 埼玉県   | 第38回  | 国土交通大臣賞：緑の市民協働部門             | 埼玉県所沢市                           | おおたかの森トラスト | おおたかの森と名付けた平地林                                                                                           |
| 埼玉県   | 第38回  | 都市緑化機構会長賞：緑の市民協働部門         | 埼玉県朝霞市                           | 朝霞基地跡地の自然を守る会/朝霞の森運営委員会 | 自由に楽しむ朝霞の森広場をみんなで育てる                                                                               |
| 埼玉県   | 第37回  | 奨励賞：緑の市民協働部門                     | 埼玉県所沢市                           | 菩提樹田んぼの会 山口の自然に親しむ会 菩提樹池愛好会 | 菩提樹池周辺緑地保全活動                                                                                               |
| 埼玉県   | 第37回  | 奨励賞：緑のまちづくり部門                   | 埼玉県朝霞市                           | 朝霞市 | 朝霞市 緑と水辺を守り育む取り組み                                                                                      |
| 埼玉県   | 第36回  | 奨励賞：緑の市民協働部門                     | 埼玉県川越市                           | かわごえ環境ネット自然環境部会 | （仮称）川越市森林公園計画地 調査・保全活動                                                                            |
| 埼玉県   | 第34回  | 国土交通大臣賞：緑のまちづくり部門           | 埼玉県所沢市                           | 所沢市 | 所沢市 |
| 埼玉県   | 第33回  | 都市緑化機構会長賞：緑の市民協働部門         | 埼玉県入間市                           | 特定非営利活動法人加治丘陵山林管理グループ | 加治丘陵さとやま計画区域                                                                                               |
| 埼玉県   | 第33回  | 都市緑化機構会長賞：緑の事業活動部門         | 埼玉県大里郡寄居町                     | 本田技研工業 埼玉製作所寄居工場 | 本田技研工業埼玉製作所寄居工場緑地                                                                                     |
| 埼玉県   | 第28回  | 都市緑化機構会長賞：緑の地域づくり部門       | 埼玉県新座市                           | 新座市グリーンサポーター | 新座市総合運動公園及び市内の緑地                                                                                       |
| 埼玉県   | 第26回  | 国土交通大臣賞：緑の拠点づくり部門           | 埼玉県和光市                           | 本田技研工業 | Honda和光ビル |
| 埼玉県   | 第20回  | 読売新聞社賞：緑の街づくり・施設緑化部門     | 埼玉県北本市                           | 学校法人柳瀬学園 北本みなみ幼稚園 | 北本みなみ幼稚園 |
| 埼玉県   | 第20回  | 審査委員長奨励賞：緑の街づくり・地域緑化部門 | 埼玉県ふじみ野市 旧：大井町            | 大井町大井・苗間第一土地区画整理組合 | 大井町大井・苗間第一地区                                                                                               |
| 埼玉県   | 第15回  | 建設大臣賞：都市緑化部門                     | 埼玉県さいたま市 旧：大宮市            | 埼玉県大宮市 | 人間性豊かな緑の経済都市をめざして～都市緑化推進計画策定の成果～                                                       |
| 埼玉県   | 第11回  | 建設大臣賞：都市緑化部門                     | 埼玉県熊谷市                           | 埼玉県熊谷市 | 桜ルネッサンス熊谷 |
| 埼玉県   | 第8回   | 審査委員奨励賞：公共部門                     | 埼玉県蕨市                             | 埼玉県蕨市 | わらびパークコミュニティ計画～「まちの中のオアシス」の実現～                                                           |
| 埼玉県   | 第8回   | 審査委員奨励賞：民間部門                     | 埼玉県さいたま市 旧：大宮市            | 大宮市立第二東中学校 | 開かれた緑の学苑を目ざして                                                                                             |
| 埼玉県   | 第5回   | 建設大臣賞：公共部門                         | 埼玉県川口市                           | 埼玉県川口市 | 緑と産業、輝くガーデン・シティの創造をめざして                                                                         |
| 埼玉県   | 第4回   | 建設大臣賞：民間部門                         | 埼玉県狭山市                           | 新狭山ハイツ緑化推進本部 | わがハイツ・緑のまちづくり                                                                                             |
| 千葉県   | 第37回  | 奨励賞：緑の市民協働部門                     | 千葉県柏市                             | 下田の杜里山協議会 | 「下田の杜」の保全活動                                                                                                 |
| 千葉県   | 第35回  | 国土交通大臣賞：緑の事業活動部門             | 千葉県柏市                             | 三井不動産 柏の葉街づくり推進部 柏の葉アーバンデザインセンター 千葉大学大学院園芸学研究科 オンサイト計画設計事務所 東京大学フューチャーセンター推進機構 | 柏の葉ゲートスクエアおよび柏の葉キャンパス駅西口駅前広場・西口駅前通り                                                 |
| 千葉県   | 第33回  | 国土交通大臣賞：緑の市民協働部門             | 千葉県市原市                           | 光風台 花と緑の会 | 光風台ガーデン |
| 千葉県   | 第32回  | 内閣総理大臣賞：緑の都市づくり部門           | 千葉県柏市                             | 千葉県柏市 | 柏市 |
| 千葉県   | 第31回  | 奨励賞：緑の地域づくり部門                   | 千葉県白井市                           | 特定非営利活動法人しろい環境塾 | 運動公園の森及び平塚の里                                                                                               |
| 千葉県   | 第30回  | 国土交通大臣賞：緑の都市づくり部門           | 千葉県松戸市                           | 千葉県松戸市 | 松戸市 |
| 千葉県   | 第30回  | 都市緑化機構会長賞：緑の地域づくり部門       | 千葉県千葉市                           | おゆみ野の森を育てる会／千葉市／新都市ライフ／独立行政法人都市再生機構千葉地域支社                                                                      | 千葉県千葉市緑区おゆみ野地区「おゆみ野の森」                                                                           |
| 千葉県   | 第29回  | 国土交通大臣賞：緑の都市づくり部門           | 千葉県流山市                           | 千葉県流山市 | 流山市 |
| 千葉県   | 第28回  | 奨励賞：緑の地域づくり部門                   | 千葉県船橋市                           | 船橋市／独立行政法人都市再生機構千葉地域支社 | 坪井地区 |
| 千葉県   | 第26回  | 都市緑化機構会長賞：緑の地域づくり部門       | 千葉県君津市及び木更津市               | 千葉県立上総高等学校 農業クラブ | 君津・木更津地域 |
| 千葉県   | 第25回  | 都市緑化機構会長賞：緑の都市づくり部門       | 千葉県松戸市                           | 千葉県松戸市 | 松戸市 |
| 千葉県   | 第19回  | 建設大臣賞：緑の街づくり・施設緑化部門       | 千葉県野田市立山崎小学校               | 千葉県野田市立山崎小学校 | 野田市立山崎小学校 |
| 千葉県   | 第18回  | 建設大臣賞：緑の街づくり・地域緑化部門       | 千葉県佐倉市                           | 大林組 東京本社 | 佐倉そめい野〈邸苑都市〉                                                                                               |
| 千葉県   | 第13回  | 審査委員長賞：緑化活動部門                   | 千葉県千葉市                           | 千葉市／住宅・都市整備公団 首都圏都市開発本部 | 古き流れに新たなふれあいを求めて～環境共生型の憩いの空間づくり・おゆみの道～                                           |
| 千葉県   | 第12回  | 読売新聞社賞：緑化活動部門                   | 千葉県佐倉市                           | 財団法人佐倉緑の銀行 | 緑にやすらぎ花に和む町づくりその歩み                                                                                   |
| 千葉県   | 第10回  | 審査委員奨励賞：民間部門                     | 千葉県野田市                           | 野田市立山崎小学校 | 豊かさと発展を求めて～内から外へ～                                                                                     |
| 千葉県   | 第8回   | 建設大臣賞：民間部門                         | 千葉県流山市                           | 流山市立長崎小学校 | 緑と花の学習環境～ゆとりと充実の学校づくり 心豊かな児童の育成をめざして～                                              |
| 千葉県   | 第8回   | 都市緑化基金賞：民間部門                     | 千葉県松戸市                           | サンライトパストラル壱番街管理組合 | 季節を楽しむマンションライフの10年                                                                                     |
| 千葉県   | 第7回   | 審査委員長賞：民間部門                       | 千葉県浦安市                           | サンコーポ浦安管理組合 | 青べかの町から緑の住宅団地へ                                                                                           |
| 千葉県   | 第6回   | 審査委員長賞：公共部門                       | 千葉県浦安市                           | 千葉県浦安市 | しおかぜ緑道 |
| 千葉県   | 第4回   | 建設大臣賞：公共部門                         | 千葉県千葉市                           | 千葉市 | 緑と水辺の都市をめざして                                                                                               |
| 千葉県   | 第4回   | 都市緑化基金賞：民間部門                     | 千葉県市川市                           | 市川みどり会 | 山林所有による緑地の保全運動                                                                                           |
| 千葉県   | 第1回   | 佳作：民間部門                               | 千葉県柏市                             | 東急不動産 | 「アイビーとレンガ」に象徴されたタウンスケープの創造と、我が街・柏ビレッジの緑化の方向                                 |
| 東京都   | 第40 回 | 国土交通大臣賞：緑の事業活動部門             | 東京都町田市                           | 町田市／東急株式会社／東急電鉄株式会社 | 南町田拠点創出まちづくりプロジェクトのエリア内、「南町田グランベリーパーク地区」                                       |
| 東京都   | 第39回  | 国土交通大臣賞：緑の事業活動部門             | 東京都中野区                           | 江古田の杜リブインラボ協議会／積水ハウス／独立行政法人都市再生機構／医療法人財団健貢会総合東京病院                                                      | 江古田の杜プロジェクト                                                                                                 |
| 東京都   | 第39回  | 都市緑化機構会長賞：緑の市民協働部門         | 東京都豊島区                           | 南大塚都電沿線協議会 | 大塚バラロード |
| 東京都   | 第38回  | 国土交通大臣賞：緑のまちづくり部門           | 東京都練馬区                           | 練馬区 | 農の活きるまち「ねりま」                                                                                               |
| 東京都   | 第37回  | 国土交通大臣賞：緑の事業活動部門             | 東京都港区                             | NTT都市開発 品川シーズンテラスビルマネジメント 大成建設 NTTファシリティーズ                                                                             | 品川シーズンテラス |
| 東京都   | 第37回  | 都市緑化機構会長賞：緑の市民協働部門         | 東京都千代田区                         | 日比谷公園ガーデニングショー実行委員会 | 日比谷公園ガーデニングショーの14年にわたる開催                                                                         |
| 東京都   | 第37回  | 都市緑化機構会長賞：緑の事業活動部門         | 東京都千代田区                         | 西武プロパティーズ プレイスメディア 日建設計 | 東京ガーデンテラス紀尾井町                                                                                             |
| 東京都   | 第37回  | 奨励賞：緑のまちづくり部門                   | 東京都狛江市                           | 狛江版ＣＳＡ発足準備協議会 狛江市 鹿島建設環境本部 | 狛江版CSA |
| 東京都   | 第36回  | 内閣総理大臣賞：緑の事業活動部門             | 東京都港区                             | 森ビル | 都市における生態系と防災のレジリエンスを高める、みどりのネットワーク～みどりの拠点づくりと、それをつなぐ回廊の創生へ～ |
| 東京都   | 第36回  | 都市緑化機構会長賞：緑の市民協働部門         | 東京都豊島区                           | 豊島区立仰高小学校 NPO法人コミュニティランドスケープ | 仰高樟の樹 ビオトープの里山けやき会                                                                                    |
| 東京都   | 第35回  | 国土交通大臣賞：緑の事業活動部門             | 東京都千代田区                         | 東京建物 大成建設 一級建築士事務所 | 大手町の森 |
| 東京都   | 第35回  | 奨励賞：緑の市民協働部門                     | 東京都豊島区                           | 南大塚都電沿線協議会 | 大塚バラロード |
| 東京都   | 第34回  | 国土交通大臣賞：緑の事業活動部門             | 東京都世田谷区                         | メディカルマネジメント松沢 東京パワーテクノロジー | 都立松沢病院 |
| 東京都   | 第34回  | 都市緑化機構会長賞：緑の事業活動部門         | 東京都千代田区                         | 三井住友海上火災保険 | 三井住友海上駿河台ビル・駿河台新館                                                                                     |
| 東京都   | 第34回  | 奨励賞：緑の市民協働部門                     | 東京都世田谷区                         | 船橋小径の会 | 世田谷区地域風景資産 季節の野草に出会う小径                                                                            |
| 東京都   | 第33回  | 内閣総理大臣賞：緑の市民協働部門             | 東京都板橋区                           | サンシティ管理組合 | サンシティ |
| 東京都   | 第33回  | 奨励賞：緑の市民協働部門                     | 東京都港区                             | 港区立青山小学校 | 港区立青山小学校「青山里山プロジェクト」                                                                               |
| 東京都   | 第32回  | 国土交通大臣賞：緑の拠点づくり部門           | 東京都八王子市                         | 八王子市指定管理者 フュージョン長池公園 | 長池公園 |
| 東京都   | 第32回  | 国土交通大臣賞：緑の都市づくり部門           | 東京都三鷹市                           | 東京都三鷹市 | 三鷹市 |
| 東京都   | 第32回  | 都市緑化機構会長賞：緑の地域づくり部門       | 東京都品川区                           | 積水ハウス 日建設計 大成建設一級建築士事務所 | 御殿山プロジェクト |
| 東京都   | 第31回  | 内閣総理大臣賞：緑の地域づくり部門           | 東京都多摩市                           | 多摩グリーンボランティア森木会/多摩市 | 多摩中央公園、一本杉公園、和田緑地保全の森、よこやまの道、豊ヶ丘の杜、馬引沢緑地、永山駅前緑地及び亀ヶ谷緑地           |
| 東京都   | 第31回  | 奨励賞：緑の地域づくり部門                   | 東京都港区                             | 森ビル | 愛宕グリーンヒルズ |
| 東京都   | 第30回  | 都市緑化機構会長賞：緑の拠点づくり部門       | 東京都武蔵村山市                       | 野山北・六道山公園ボランティア | 都立野山北・六道山公園                                                                                                 |
| 東京都   | 第30回  | 都市緑化機構会長賞：緑の地域づくり部門       | 東京都荒川区                           | 荒川バラの会 | 東京都荒川区 |
| 東京都   | 第30回  | 奨励賞：緑の拠点づくり部門                   | 東京都千代田区                         | 三菱地所 | 丸の内パークビルディング・三菱一号館                                                                                   |
| 東京都   | 第29回  | 都市緑化機構会長賞：緑の拠点づくり部門       | 東京都立川市及び昭島市                 | 国営昭和記念公園こもれびの丘ボランティア | 国営昭和記念公園 |
| 東京都   | 第29回  | 奨励賞：緑の地域づくり部門                   | 東京都渋谷区                           | 三井不動産レジデンシャル ／三菱地所 | 広尾ガーデンフォレスト                                                                                                 |
| 東京都   | 第28回  | 国土交通大臣賞：緑の地域づくり部門           | 東京都調布市                           | 総合地所/三井不動産レジデンシャル/新日本建物/長谷工コーポレーション/西武造園                                                                            | 深大寺レジデンス |
| 東京都   | 第27回  | 国土交通大臣賞：緑の地域づくり部門           | 東京都港区                             | 三井不動産（事業者代表） | 東京ミッドタウン |
| 東京都   | 第27回  | 都市緑化機構会長賞：緑の拠点づくり部門       | 東京都稲城市                           | 青葉幼稚園 | 青葉幼稚園 |
| 東京都   | 第27回  | 奨励賞：緑の地域づくり部門                   | 東京都江東区                           | 豊洲2・3丁目地区まちづくり協議会／独立行政法人都市再生機構東京都心支社                                                                                  | 豊洲2・3丁目地区 |
| 東京都   | 第25回  | 都市緑化機構会長賞：施設緑化部門             | 東京都世田谷区                         | 国立成育医療センター | 国立成育医療センター                                                                                                   |
| 東京都   | 第25回  | 都市緑化機構会長賞：地域緑化部門             | 東京都日野市                           | 多摩平自治会／東京都日野市／独立行政法人都市再生機構東日本支社                                                                                          | 多摩平の森［多摩平団地］                                                                                               |
| 東京都   | 第24回  | 国土交通大臣賞：施設緑化部門                 | 東京都世田谷区                         | 三井不動産 | パークコート二子玉川                                                                                                   |
| 東京都   | 第24回  | 都市緑化機構会長賞：施設緑化部門             | 東京都江東区                           | 学校法人亀井学園 江東めぐみ幼稚園／グリーンデザイン・ガネシア／ボランティアの会 ナチュラルガーデン                                                      | 江東めぐみ幼稚園 |
| 東京都   | 第23回  | 都市緑化機構会長賞：緑の都市づくり部門       | 東京都世田谷区                         | 東京都世田谷区 | 世田谷区 |
| 東京都   | 第23回  | 読売新聞社賞：地域緑化部門                   | 東京都武蔵野市                         | 武蔵野緑町パークタウン自治会/武蔵野市/都市基盤整備公団東京支社/東京都住宅局                                                                             | 武蔵野緑町パークタウン                                                                                                 |
| 東京都   | 第22回  | 内閣総理大臣賞：地域緑化部門                 | 東京都八王子市                         | 都市基盤整備公団／みなみ野自然塾 | 八王子みなみ野シティ                                                                                                   |
| 東京都   | 第22回  | 国土交通大臣賞：地域緑化部門                 | 東京都港区                             | 森ビル | アークヒルズ |
| 東京都   | 第22回  | 都市緑化基金賞：緑の市民協働部門             | 東京都板橋区                           | 東京都板橋区 | 板橋区 |
| 東京都   | 第21回  | 国土交通大臣賞：地域緑化部門                 | 東京都中央区                           | 晴海一丁目地区市街地再開発組合／都市基盤整備公団／東京都中央区                                                                                          | 晴海アイランド・トリトンスクエア                                                                                       |
| 東京都   | 第19回  | 建設大臣賞：緑の街づくり・地域緑化部門       | サンシティ                             | サンシティ管理組合 | サンシティ |
| 東京都   | 第19回  | 審査委員長奨励賞：緑の街づくり・施設緑化部門 | 東京都武蔵野市                         | 日本電信電話情報流通基盤総合研究所 | NTT武蔵野研究開発センター                                                                                              |
| 東京都   | 第18回  | 建設大臣賞：緑の街づくり・施設緑化部門       | 東京都府中市                           | 東芝府中工場 | 府中工場 |
| 東京都   | 第18回  | 建設大臣賞：緑の都市づくり部門               | 東京都武蔵野市                         | 武蔵野市 | 武蔵野市 |
| 東京都   | 第18回  | 読売新聞社賞：緑の街づくり・施設緑化部門     | 東京都港区                             | エヌ・ティ・ティ都市開発／日通商事／太洋日産自動車販売                                                                                                  | Granpark |
| 東京都   | 第18回  | 審査委員長奨励賞：緑の街づくり・地域緑化部門 | 東京都練馬区                           | 練馬区緑化協力員 | 練馬区緑化協力員 |
| 東京都   | 第17回  | 内閣総理大臣賞：緑の都市づくり部門           | 東京都江戸川区                         | 東京都江戸川区 | 江戸川区 |
| 東京都   | 第17回  | 建設大臣賞：緑の街づくり・施設緑化部門       | 東京都府中市                           | 日本電気 府中事業場 | 府中事業場 |
| 東京都   | 第16回  | 建設大臣賞：緑の都市づくり部門               | 東京都江東区                           | 東京都江東区 | 江東区 |
| 東京都   | 第15回  | 建設大臣賞：地域緑化部門                     | 東京都八王子市                         | 住宅・都市整備公団 南多摩開発局 | 多摩ニュータウンライブ長池せせらぎ計画～水と緑を軸に豊かな地域コミュニティの形を目指して～                             |
| 東京都   | 第15回  | 読売新聞社賞：都市緑化部門                   | 東京都練馬区                           | 東京都練馬区 | 練馬の「憩いの森20年の歩み」～憩いの森制度による樹林の保全と活用～                                                     |
| 東京都   | 第15回  | 審査委員長賞：緑化活動部門                   | 東京都                                 | 財団法人東京都公園協会 | 〈わたし〉のみどり”を育てる～｢日比谷公園とわたし展」からの緑の相談所の新たな試み～                                     |
| 東京都   | 第12回  | 建設大臣賞：都市緑化部門                     | 東京都北区                             | 東京都北区 | 緑とふれあう街ふるさと北区をめざして                                                                                   |
| 東京都   | 第12回  | 建設大臣賞：緑化活動部門                     | 東京都町田市                           | 鶴川六丁目住宅管理組合 | 樹木の等価交換方式による日照障害解消と緑の構造改善活動                                                                 |
| 東京都   | 第11回  | 建設大臣賞：地域緑化部門                     | 東京都港区                             | 日本電気 | 森づくりからの発想から～日本電気本社ビル・三田の森～                                                                   |
| 東京都   | 第11回  | 都市緑化基金賞：都市緑化部門                 | 東京都練馬区                           | 東京都練馬区 | 21世紀に伝える練馬のみどり～第2次みどりを保護し回復する計画について～                                                  |
| 東京都   | 第10回  | 都市緑化基金賞：民間部門                     | 東京都豊島区                           | 目白駅美化同好会 | 駅を中心に緑と花にあふれる街づくりを目ざして                                                                           |
| 東京都   | 第8回   | 審査委員奨励賞：民間部門                     | 東京都新宿区                           | 西新宿浄風寺周辺地区市街地再開発組合／新宿グリーンビル管理／日建設計／佐藤工業・清水建設・建設共同企業体                                                | 新宿グリーンタワービルの広場と緑                                                                                       |
| 東京都   | 第7回   | 建設大臣賞：公共部門                         | 東京都府中市                           | 東京都府中市 | うるおいとやすらぎのふるさと「グリーンシティ」をめざして                                                               |
| 東京都   | 第6回   | 建設大臣賞：公共部門                         | 東京都目黒区                           | 東京都目黒区 | 21世紀のこどもたちに贈るみどりの街めぐろ～すすむみどりの散歩道ネットワーク～                                           |
| 東京都   | 第6回   | 審査委員長賞：論文部門                       | 東京都港区                             | 有限会社開光不動産／建築設計・都市計画アトリエ | 市街地における垂直緑化の実践                                                                                           |
| 東京都   | 第5回   | 審査委員長賞：公共部門                       | 東京都練馬区                           | 東京都練馬区 | 開かれた緑化行政をめざして～練馬区民の創意と実践の歩み～                                                               |
| 東京都   | 第4回   | 審査委員長賞：公共部門                       | 東京都板橋区                           | 東京都板橋区 | 緑豊かな自然としたしめるまち－板橋をめざして                                                                           |
| 東京都   | 第4回   | 審査委員長賞：公共部門                       | 東京都杉並区                           | 東京都杉並区 | 21世紀を展望し、緑の豊かな福祉文化都市の実現をめざして                                                                 |
| 東京都   | 第3回   | 建設大臣賞：公共部門                         | 東京都稲城市・多摩市・八王子市・町田市 | 東京都南多摩新都市開発本部／住宅・都市整備公団南多摩開発局                                                                                              | 21世紀の豊かなまちづくりをめざして～多摩ニュータウンの緑とオープンスペース～                                           |
| 東京都   | 第3回   | 建設大臣賞：民間部門                         | 東京都板橋区                           | 三井不動産 | 都市における緑の街づくりの実践～緑を愛する心とコミュニティ～                                                           |
| 東京都   | 第3回   | 審査委員長賞：公共部門                       | 東京都江戸川区                         | 東京都江戸川区 | 水と緑のネットワークづくり～江戸川区における親水公園の創造～                                                           |
| 東京都   | 第3回   | 審査委員長賞：民間部門                       | 東京都千代田区                         | 宗教法人日枝神社・日枝神社氏子崇敬会 | 大東京中枢部の日枝神社「山王の杜」を復活する                                                                           |
| 神奈川県 | 第38回  | 内閣総理大臣賞：緑の市民協働部門             | 神奈川県横浜市                         | 鶴見「みどりのルート1」をつくる会 | 鶴見「みどりのルート1」                                                                                                |
| 神奈川県 | 第37回  | 内閣総理大臣賞：緑のまちづくり部門           | 神奈川県鎌倉市                         | 鎌倉市 | 鎌倉市緑の基本計画推進の取り組み                                                                                       |
| 神奈川県 | 第36回  | 国土交通大臣賞：緑の市民協働部門             | 神奈川県川崎市                         | 生田緑地マネジメント会議 生田緑地運営共同事業体 川崎市建設緑政局緑政部生田緑地整備事務所                                                                | 川崎市生田緑地における協働のパークマネジメント                                                                         |
| 神奈川県 | 第36回  | 国土交通大臣賞：緑の事業活動部門             | 神奈川県横浜市                         | キリンビール横浜工場 | キリンビール横浜工場                                                                                                   |
| 神奈川県 | 第36回  | 奨励賞：緑の市民協働部門                     | 神奈川県厚木市                         | 厚木市立厚木中学校 | 緑で結ぶ人の縁 |
| 神奈川県 | 第35回  | 都市緑化機構会長賞：緑の市民協働部門         | 神奈川県鎌倉市                         | 公益財団法人鎌倉風致保存会 | 御谷山林、笹目緑地、十二所果樹園、旧板井邸緑地                                                                         |
| 神奈川県 | 第33回  | 国土交通大臣賞：緑の事業活動部門             | 神奈川県南足柄市                       | アサヒビール神奈川工場 | アサヒビール神奈川工場緑地                                                                                             |
| 神奈川県 | 第32回  | 奨励賞：緑の拠点づくり部門                   | 神奈川県横浜市                         | 積水ハウス 西武造園 | グランドメゾン伊勢山                                                                                                   |
| 神奈川県 | 第31回  | 都市緑化機構会長賞：緑の地域づくり部門       | 神奈川県相模原市                       | 特定非営利活動法人相模原こもれび | 相模原市木もれびの森                                                                                                   |
| 神奈川県 | 第30回  | 内閣総理大臣賞：緑の都市づくり部門           | 神奈川県川崎市                         | 神奈川県川崎市 | 川崎市 |
| 神奈川県 | 第29回  | 内閣総理大臣賞：緑の都市づくり部門           | 神奈川県横浜市                         | 神奈川県横浜市 | 横浜市 |
| 神奈川県 | 第29回  | 国土交通大臣賞：緑の地域づくり部門           | 神奈川県横浜市                         | 積水ハウス ／ 長谷工コーポレーション／石勝エクステリア                                                                                                  | グランドメゾン東戸塚                                                                                                   |
| 神奈川県 | 第25回  | 国土交通大臣賞：地域緑化部門                 | 神奈川県横浜市                         | 緑園都市コミュニティ協会 | 緑園都市住宅地区 |
| 神奈川県 | 第24回  | 審査委員長賞：地域緑化部門                   | 神奈川県川崎市                         | 多摩緑地保全地区こもれびの会 | 多摩緑地保全地区多摩自然遊歩道                                                                                         |
| 神奈川県 | 第23回  | 国土交通大臣賞：地域緑化部門                 | 神奈川県横浜市                         | 新本牧地区建築協定運営委員会 | 新本牧地区 |
| 神奈川県 | 第23回  | 国土交通大臣賞：緑の都市づくり部門           | 神奈川県鎌倉市                         | 神奈川県鎌倉市 | 鎌倉市 |
| 神奈川県 | 第23回  | 都市緑化機構会長賞：緑の都市づくり部門       | 神奈川県湯河原町                       | 神奈川県湯河原町 | 湯河原町 |
| 神奈川県 | 第23回  | 審査委員長奨励賞：施設緑化部門               | 神奈川県川崎市                         | 宮前・コミュニティガーデン実行委員会 | みやざきコミュニティガーデン                                                                                           |
| 神奈川県 | 第22回  | 読売新聞社賞：施設緑化部門                   | 神奈川県川崎市                         | 神明町町内会 | さいわい緑道公園 |
| 神奈川県 | 第22回  | 読売新聞社賞：地域緑化部門                   | 神奈川県横浜市                         | 港北ニュータウン緑の会 | 港北ニュータウン |
| 神奈川県 | 第21回  | 都市緑化基金賞：地域緑化部門                 | 神奈川県鎌倉市                         | かまくら緑の会 | 若宮大路等 |
| 神奈川県 | 第19回  | 内閣総理大臣賞：緑の都市づくり部門           | 神奈川県横須賀市                       | 横須賀市 | 横須賀市 |
| 神奈川県 | 第16回  | 内閣総理大臣賞：緑の街づくり・地域緑化部門   | 神奈川県横浜市                         | 住宅・都市整備公団 港北開発局／横浜市 | 港北ニュータウン |
| 神奈川県 | 第16回  | 審査委員長奨励賞：緑の街づくり・地域緑化部門 | 神奈川県横浜市                         | 中山中学校区学校・家庭・地域連携事業花いっぱいの会 | 中山中学校区 |
| 神奈川県 | 第14回  | 都市緑化基金賞：都市緑化部門                 | 神奈川県                               | 神奈川県 | 緑を活かしたがけ崩れ対策事業～緑との共生を目指した防災施設～                                                           |
| 神奈川県 | 第14回  | 審査委員長賞：地域緑化部門                   | 神奈川県川崎市                         | 富士通川崎工場 | 庭園物語Ⅱ～夢をかたちに インダストリアルパーク富士通～                                                                 |
| 神奈川県 | 第13回  | 建設大臣賞：都市緑化部門                     | 神奈川県横浜市                         | 横浜市 | 緑あふれる国際港都横浜を目指して                                                                                       |
| 神奈川県 | 第12回  | 内閣総理大臣賞：都市緑化部門                 | 神奈川県相模原市                       | 神奈川県相模原市 | みどりのパワーあふれる街へ～市民とふれあうみどりのまちづくり～                                                         |
| 神奈川県 | 第10回  | 審査委員長賞：民間部門                       | 神奈川県横浜市                         | 若葉台公園愛護会 | 若葉台公園愛護会（桧山・なのはな・やまゆり）と緑化推進について                                                         |
| 神奈川県 | 第9回   | 内閣総理大臣賞：民間部門                     | 神奈川県横浜市、川崎市他               | 東京急行電鉄 | ランドスケープ・ミュージアム多摩田園都市                                                                               |
| 神奈川県 | 第6回   | 建設大臣賞：公共部門                         | 神奈川県川崎市                         | 川崎市 | 川崎駅周辺地区における緑空間の拠点的整備                                                                               |
| 神奈川県 | 第5回   | 審査委員長賞：民間部門                       | 神奈川県湯河原町                       | 「ゆがわら21」の会 | 湯河原海岸線緑化運動                                                                                                   |
| 神奈川県 | 第1回   | 読売新聞社賞：論文部門                       | 横浜市緑区                             | 横浜・緑区都市問題研究会 | 横浜・緑区都市問題研究会                                                                                               |

### 中部地区
|        | 回     | 賞部門                                       | 所在地                        | 受賞者                                                                       | 名称                                                                                 |
| ------ | ------ | -------------------------------------------- | ----------------------------- | ---------------------------------------------------------------------------- | ------------------------------------------------------------------------------------ |
| 新潟県 | 第35回 | 都市緑化機構会長賞：緑のまちづくり部門       | 新潟県新潟市                  | 新潟市                                                                       | 新潟市                                                                               |
| 新潟県 | 第31回 | 都市緑化機構会長賞：緑の拠点づくり部門       | 新潟県上越市                  | 金谷山さくら千本の会                                                         | 金谷山公園                                                                           |
| 新潟県 | 第30回 | 国土交通大臣賞：緑の拠点づくり部門           | 新潟県見附市                  | 新潟県見附市立見附小学校／見附市立見附小学校愛育会                           | 新潟県見附市立見附小学校                                                             |
| 新潟県 | 第16回 | 読売新聞社賞：緑の街づくり・施設緑化部門     | 新潟県新潟市                  | 新潟市立白山小学校／新潟県新潟市                                             | 白山小学校                                                                           |
| 富山県 | 第16回 | 都市緑化基金賞：緑の都市づくり部門           | 富山県高岡市                  | 富山県高岡市                                                                 | 高岡市                                                                               |
| 富山県 | 第5回  | 建設大臣賞：公共部門                         | 富山県下新川郡入善町          | 入善町                                                                       | “公園都市”入善への道～緑あふれるやすらぎのある町づくり～                             |
| 石川県 | 第22回 | 国土交通大臣賞：地域緑化部門                 | 石川県金沢市                  | 石川県金沢市                                                                 | 金沢市                                                                               |
| 石川県 | 第19回 | 審査委員長奨励賞：緑の街づくり・施設緑化部門 | 石川県白山市 旧：松任市       | 麒麟麦酒 北陸工場／北陸Ｋテック                                              | 麒麟麦酒 北陸工場                                                                    |
| 石川県 | 第8回  | 審査委員奨励賞：民間部門                     | 石川県金沢市                  | 花咲き実の成る木を育てる会                                                   | 花と緑とこども達                                                                     |
| 福井県 | 第6回  | 審査委員長賞：公共部門                       | 福井県越前町 旧：宮崎村       | 福井県宮崎村                                                                 | 越前陶芸村における緑化                                                               |
| 山梨県 | 第29回 | 奨励賞：緑の都市づくり部門                   | 山梨県甲斐市                  | 山梨県甲斐市                                                                 | 甲斐市                                                                               |
| 長野県 | 第39回 | 国土交通大臣賞：緑のまちづくり部門           | 長野県須坂市                  | 須坂市                                                                       | 花と緑のまちづくり事業                                                               |
| 長野県 | 第35回 | 奨励賞：緑の事業活動部門                     | 長野県佐久市                  | 長野県厚生農業協同組合連合会 佐久総合病院佐久医療センター 日建設計 綿半鋼機  | JA長野厚生連 佐久総合病院佐久医療センター いきいきの森                               |
| 長野県 | 第31回 | 奨励賞：緑の拠点づくり部門                   | 長野県小諸市                  | 特定非営利活動法人 こもろの杜 / ランドスケープデザイン･アトリエ風            | 停車場ガーデン（大手門公園市民ガーデン）                                             |
| 長野県 | 第22回 | 審査委員長奨励賞：地域緑化部門               | 長野県上田市                  | 上田自然探訪の会                                                             | 染屋台河岸段丘崖                                                                     |
| 長野県 | 第15回 | 緑化奨励賞：地域緑化部門                     | 長野県上田市                  | 日置電機                                                                     | HIOKIフォレストヒルズ                                                                |
| 長野県 | 第2回  | 審査委員長賞：民間部門                       | 長野県飯田市                  | 飯田市立飯田東中学校                                                         | 郷土愛に根ざした「りんご並木」の育成                                                 |
| 岐阜県 | 第25回 | 内閣総理大臣賞：緑の都市づくり部門           | 岐阜県各務原市                | 岐阜県各務原市                                                               | 各務原市                                                                             |
| 岐阜県 | 第20回 | 内閣総理大臣賞：緑の都市づくり部門           | 岐阜県岐阜市                  | 岐阜市                                                                       | 岐阜市                                                                               |
| 岐阜県 | 第13回 | 建設大臣賞：都市緑化部門                     | 岐阜県大垣市                  | 大垣市                                                                       | うるおいとゆとりを感じる景観づくり～大垣市中心市街地から地域整備への展開をめざして～ |
| 静岡県 | 第37回 | 都市緑化機構会長賞：緑の市民協働部門         | 静岡県三島市                  | 特定非営利活動法人グラウンドワーク三島                                       | 地域総参加による「水の都・三島」の「緑と水のネットワーク」創造                       |
| 静岡県 | 第32回 | 都市緑化機構会長賞：緑の拠点づくり部門       | 静岡県榛原郡吉田町            | 静岡県営吉田公園指定管理者 特定非営利活動法人 しずかちゃん                   | 営吉田公園「野の花の小径」                                                           |
| 静岡県 | 第22回 | 都市緑化基金賞：緑の都市づくり部門           | 静岡県河津町                  | 静岡県河津町                                                                 | 河津町                                                                               |
| 静岡県 | 第20回 | 都市緑化基金賞：緑の街づくり・地域緑化部門   | 静岡県浜松市                  | 浜松市弥生ヶ丘地区緑のまちづくり委員会／浜松市弥生ヶ丘地区緑地協定運営委員会 | 浜松市弥生ヶ丘地区                                                                   |
| 静岡県 | 第18回 | 都市緑化基金賞：緑の都市づくり部門           | 静岡県掛川市                  | 掛川市                                                                       | 掛川市                                                                               |
| 静岡県 | 第17回 | 読売新聞社賞：緑の街づくり・地域緑化部門     | 静岡県藤枝市                  | 藤枝住宅開発                                                                 | ふじえだ清里                                                                         |
| 静岡県 | 第7回  | 内閣総理大臣賞：公共部門                     | 静岡県浜松市                  | 浜松市                                                                       | 豊かな緑、心なごむ街                                                                 |
| 静岡県 | 第7回  | 審査委員奨励賞：民間部門                     | 静岡県浜松市浜北区 旧：浜北市 | 浜松信用金庫                                                                 | はましんレクリエーションセンターとその緑化事業                                       |
| 愛知県 | 第36回 | 国土交通大臣賞：緑のまちづくり部門           | 愛知県東海市                  | 東海市                                                                       | 東海市                                                                               |
| 愛知県 | 第35回 | 都市緑化機構会長賞：緑の事業活動部門         | 愛知県名古屋市                | 三五                                                                         | ECO35                                                                                |
| 愛知県 | 第35回 | 奨励賞：緑のまちづくり部門                   | 愛知県豊田市                  | 豊田市                                                                       | 豊田市                                                                               |
| 愛知県 | 第34回 | 国土交通大臣賞：緑の市民協働部門             | 愛知県名古屋市                | 名東自然倶楽部                                                               | 猪高緑地                                                                             |
| 愛知県 | 第33回 | 奨励賞：緑の市民協働部門                     | 愛知県知多市                  | 山法師の会                                                                   | 大興禅寺里山                                                                         |
| 愛知県 | 第31回 | 国土交通大臣賞：緑の拠点づくり部門           | 愛知県田原市                  | 特定非営利活動法人 ゆずりは学園                                              | ゆずりは学園                                                                         |
| 愛知県 | 第29回 | 国土交通大臣賞：緑の拠点づくり部門           | 愛知県豊田市                  | トヨタ自動車 堤工場                                                          | トヨタ自動車堤工場                                                                   |
| 愛知県 | 第29回 | 都市緑化機構会長賞：緑の地域づくり部門       | 愛知県半田市                  | 矢勝川の環境を守る会                                                         | 矢勝川堤とその周辺                                                                   |
| 愛知県 | 第29回 | 都市緑化機構会長賞：緑の地域づくり部門       | 愛知県東海市                  | 愛知県東海市                                                                 | 東海市                                                                               |
| 愛知県 | 第29回 | 奨励賞：緑の地域づくり部門                   | 愛知県名古屋市                | 水源の森と八竜湿地を守る会                                                   | 八竜緑地・市民緑地                                                                   |
| 愛知県 | 第27回 | 国土交通大臣賞：緑の地域づくり部門           | 愛知県豊橋市                  | 特定非営利活動法人朝倉川育水フォーラム                                       | 朝倉川及びその周辺                                                                   |
| 愛知県 | 第26回 | 国土交通大臣賞：緑の拠点づくり部門           | 愛知県豊橋市                  | 岩屋緑地に親しむ会                                                           | 岩屋緑地 四季ときめきの森及び古里やすらぎの森                                        |
| 愛知県 | 第24回 | 国土交通大臣賞：施設緑化部門                 | 愛知県豊田市                  | トヨタ自動車                                                                 | トヨタの森 フォレスタヒルズ・モデル林                                                |
| 愛知県 | 第23回 | 国土交通大臣賞：施設緑化部門                 | 愛知県名古屋市                | ノリタケカンパニーリミテッド                                                 | ノリタケの森                                                                         |
| 愛知県 | 第22回 | 国土交通大臣賞：施設緑化部門                 | 愛知県瀬戸市                  | 未来創造・21せと市民の会                                                     | 瀬戸信用金庫本店隣接の市有地                                                         |
| 愛知県 | 第21回 | 審査委員長奨励賞：地域緑化部門               | 愛知県名古屋市                | 相生山緑地オアシスの森くらぶ                                                 | 相生山緑地オアシスの森                                                               |
| 愛知県 | 第9回  | 建設大臣賞：公共部門                         | 愛知県春日井市                | 愛知県春日井市                                                               | 緑とうるおいのまちづくりと緑の環状線計画構想                                         |
| 愛知県 | 第8回  | 内閣総理大臣賞：公共部門                     | 愛知県名古屋市                | 名古屋市                                                                     | 緑化都市宣言10年を迎えて                                                             |
| 愛知県 | 第2回  | 建設大臣賞：公共部門                         | 愛知県豊橋市                  | 豊橋市                                                                       | 緑のまち豊橋～焼け跡から37年、自然との調和を求めて～                                 |

### 近畿地区
|        | 回     | 賞部門                                       | 所在地                           | 受賞者 | 名称 |
| ------ | ------ | -------------------------------------------- | -------------------------------- | --- | --- |
| 三重県 | 第27回 | 奨励賞：緑の拠点づくり部門                   | 三重県四日市市                   | 住友電装／住友林業緑化 | 住友電装 本社 |
| 三重県 | 第14回 | 建設大臣賞：都市緑化部門                     | 三重県鈴鹿市                     | 鈴鹿市 | 個性豊かな緑あふれる国際交流都市｢鈴鹿｣をめざして |
| 滋賀県 | 第39回 | 奨励賞：緑の市民協働部門                     | 滋賀県守山市                     | 認定NPO法人びわこ豊穣の郷 | 目田川モデル河川づくり |
| 滋賀県 | 第30回 | 奨励賞：緑の拠点づくり部門                   | 滋賀県大津市                     | 特定非営利活動法人 森の風音 | 滋賀県営都市公園 びわこ文化公園 |
| 滋賀県 | 第26回 | 都市緑化機構会長賞：緑の拠点づくり部門       | 滋賀県守山市                     | 緑のもりやまを創る会 | 守山駅前緑地公園 |
| 滋賀県 | 第18回 | 内閣総理大臣賞：緑の都市づくり部門           | 滋賀県大津市                     | 大津市 | 大津市 |
| 滋賀県 | 第6回  | 読売新聞社賞：論文部門                       | 滋賀県大津市                     | 大津市役所山水会 | 水辺緑化ネットワークと環琵琶湖花苑化構想について |
| 滋賀県 | 第1回  | 都市緑化基金賞：民間部門                     | 滋賀県大津市                     | 大津青年会議所 | みどり25運動～育てようみどり 心と街に～ |
| 京都府 | 第34回 | 都市緑化機構会長賞：緑のまちづくり部門       | 京都府木津川市、京田辺市、精華町 | 京都府 | 関西文化学術研究都市（京都府域） |
| 京都府 | 第28回 | 都市緑化機構会長賞：緑の地域づくり部門       | 京都府京都市                     | 京都市立蜂ヶ岡中学校 | 京都市立蜂ヶ岡中学校及び校区 |
| 京都府 | 第20回 | 建設大臣賞：緑の街づくり・地域緑化部門       | 京都府亀岡市                     | 花と緑の会 | クニッテル市民緑花プロムナード他 |
| 大阪府 | 第38回 | 都市緑化機構会長賞：緑の事業活動部門         | 大阪府大阪市                     | 大阪ターミナルビル/西日本旅客鉄道 | 大阪ステーションシティ |
| 大阪府 | 第36回 | 都市緑化機構会長賞：緑の事業活動部門         | 大阪府大阪市                     | ダイビル 日建設計 | 新ダイビル堂島の杜 |
| 大阪府 | 第36回 | 奨励賞：緑の事業活動部門                     | 大阪府堺市                       | 堺自然ふれあいの森指定管理者 ふれあいの森パートナーズ                                                                                    | 堺自然ふれあいの森 |
| 大阪府 | 第35回 | 内閣総理大臣賞：緑の市民協働部門             | 大阪府泉佐野市                   | 泉佐野丘陵緑地パーククラブ大輪会 | 大阪府営泉佐野丘陵緑地 |
| 大阪府 | 第35回 | 国土交通大臣賞：緑の市民協働部門             | 大阪府吹田市及び豊中市           | 千里竹の会 | 桃山公園内の竹林他、計4か所 |
| 大阪府 | 第34回 | 内閣総理大臣賞：緑の事業活動部門             | 大阪府大阪市                     | 積水ハウス | 新梅田シティ「新・里山」「希望の壁」 |
| 大阪府 | 第34回 | 奨励賞：緑の市民協働部門                     | 大阪府大阪市等                   | 大阪府立園芸高等学校環境緑化科 | 妙見の森 梅田スカイビル 狭山池公園 笹原公園 彩都西公園 伊丹空港 長居公園バタフライガーデン                                                                                   |
| 大阪府 | 第34回 | 奨励賞：緑の事業活動部門                     | 大阪府大阪市                     | 関電不動産 ダイビル 日建設計 | 中之島四季の丘・ダイビル本館 |
| 大阪府 | 第32回 | 奨励賞：緑の地域づくり部門                   | 大阪府大阪市                     | のだふじの会 | 福島区 |
| 大阪府 | 第27回 | 都市緑化機構会長賞：緑の地域づくり部門       | 大阪府豊中市                     | シャレール東豊中自治会／どんぐり山を守り育てる会／独立行政法人都市再生機構西日本支社                                                     | シャレール東豊中 |
| 大阪府 | 第26回 | 国土交通大臣賞：緑の地域づくり部門           | 大阪府豊中市                     | 大阪府池田土木事務所 | 大阪府道吹田箕面線 緑道 |
| 大阪府 | 第25回 | 審査委員長賞：施設緑化部門                   | 大阪府大阪市                     | 阿波座南公園ビオトープクラブ／大阪市ゆとりとみどり振興局西部方面公園事務所                                                               | 阿波座南公園 |
| 大阪府 | 第21回 | 国土交通大臣賞：緑の都市づくり部門           | 大阪府富田林市                   | 大阪府富田林市 | 富田林市 |
| 大阪府 | 第20回 | 建設大臣賞：緑の街づくり・施設緑化部門       | OCAT屋上庭園                     | 湊町開発センター | OCAT屋上庭園 |
| 大阪府 | 第19回 | 都市緑化基金賞：緑の街づくり・施設緑化部門   | 大阪府大阪市                     | 社会福祉法人幸聖福祉会 藤ミレニアム | 特別養護老人ホーム 藤ミレニアム |
| 大阪府 | 第16回 | 審査委員長奨励賞：緑の街づくり・施設緑化部門 | 大阪府東大阪市                   | 大阪府東部流域下水道事務所 | 川俣処理場 |
| 大阪府 | 第15回 | 内閣総理大臣賞：都市緑化部門                 | 大阪府大阪市                     | 大阪市 | 「花と緑あふれる環境先進都市」大阪をめざして |
| 大阪府 | 第13回 | 緑化奨励賞：地域緑化部門                     | 大阪府、兵庫県                   | 阪神高速道路公団 | 都市内高架道路の緑化対策のあり方 |
| 大阪府 | 第11回 | 読売新聞社賞：緑化活動部門                   | 大阪府池田市他                   | 大阪府立園芸高等学校 | 地域に開かれた緑化活動をめざして |
| 大阪府 | 第7回  | 建設大臣賞：公共部門                         | 大阪府大阪市                     | 大阪市住宅供給公社 | 都市住宅に緑を～大阪市住宅供給公社20 年の緑化のあゆみ～ |
| 大阪府 | 第7回  | 審査委員長賞：民間部門                       | 大阪府池田市他                   | 大阪府立園芸高等学校草花クラブ | 一鉢からの緑化運動 |
| 大阪府 | 第5回  | 都市緑化基金賞：民間部門                     | 大阪府大阪市                     | 新森地区公園愛護会 | 新森地区公園愛護会35年の歩み |
| 兵庫県 | 第33回 | 都市緑化機構会長賞：緑の事業活動部門         | 神戸市垂水区                     | 舞多聞エコ倶楽部 神戸芸術工科大学 独立行政法人 都市再生機構 西日本支社                                                                   | ガーデンシティ舞多聞「みついけプロジェクト・てらいけプロジェクト」 |
| 兵庫県 | 第32回 | 国土交通大臣賞：緑の地域づくり部門           | 兵庫県三田市 駅前周辺の中心地区  | キッピーグリーンクラブ | 市役所横ウエストサイド広場、郷の音ホール築山斜面広場、JR三田駅前ペデストリアンデッキ、旧九鬼家住宅資料館横コーナー、県道三田駅前通りと市道ふれあい大通り、市道横山天神線道路 |
| 兵庫県 | 第29回 | 奨励賞：緑の拠点づくり部門                   | 兵庫県伊丹市                     | 伊丹市立瑞穂小学校PTA／みずほ花倶楽部 | 伊丹市立瑞穂小学校 |
| 兵庫県 | 第29回 | 奨励賞：緑の地域づくり部門                   | 兵庫県神戸市                     | シスメックス | シスメックス・テクノパーク |
| 兵庫県 | 第28回 | 内閣総理大臣賞：緑の都市づくり部門           | 兵庫県西宮市                     | 西宮市 | 西宮市 |
| 兵庫県 | 第28回 | 都市緑化機構会長賞：緑の拠点づくり部門       | 兵庫県神戸市                     | キリンビール神戸工場 | キリンビール神戸工場 |
| 兵庫県 | 第27回 | 都市緑化機構会長賞：緑の都市づくり部門       | 兵庫県小野市                     | 兵庫県小野市 | 小野市 |
| 兵庫県 | 第25回 | 審査委員長賞：地域緑化部門                   | 兵庫県三田市                     | 三田花と緑のネットワーク／財団法人三田市都市施設整備管理公社                                                                             | 三田ウッディタウン地区 |
| 兵庫県 | 第23回 | 審査委員長奨励賞：施設緑化部門               | 兵庫県宝塚市                     | 宝塚市立安倉小学校 | 安倉小学校 |
| 兵庫県 | 第19回 | 建設大臣賞：緑の都市づくり部門               | 兵庫県伊丹市                     | 伊丹市 | 伊丹市 |
| 兵庫県 | 第19回 | 都市緑化基金賞：緑の街づくり・地域緑化部門   | 兵庫県神戸市                     | 都市基盤整備公団関西支社／兵庫県／神戸市                                                                                                 | HAT神戸・灘の浜 |
| 兵庫県 | 第17回 | 都市緑化基金賞：緑の街づくり・施設緑化部門   | 兵庫県西宮市                     | 阪神電気鉄道／阪神園芸 | 阪神甲子園球場 |
| 兵庫県 | 第17回 | 審査委員長奨励賞：緑の街づくり・施設緑化部門 | 兵庫県神戸市                     | キリンビール神戸工場 | 神戸工場 |
| 兵庫県 | 第17回 | 審査委員長奨励賞：緑の街づくり・施設緑化部門 | 兵庫県南あわじ市 旧：西淡町      | 西淡町立阿那賀幼稚園 | 阿那賀幼稚園 |
| 兵庫県 | 第14回 | 建設大臣賞：都市緑化部門                     | 兵庫県赤穂市                     | 兵庫県赤穂市 | 「水とみどりにつつまれ、自然と調和した豊かなまち」づくり |
| 兵庫県 | 第13回 | 内閣総理大臣賞：都市緑化部門                 | 兵庫県尼崎市                     | 兵庫県尼崎市 | 新たな都市緑化空間の創出～緑・やわらかなまち・あまがさき～ |
| 兵庫県 | 第13回 | 建設大臣賞：地域緑化部門                     | 兵庫県三田市                     | 兵庫県／兵庫ツーバイフォーワシントン村共同企業体／兵庫県住宅供給公社／兵庫県木造住宅建築事業共同組合／財団法人兵庫県住宅建築総合センター | 散策を楽しめる公園都市づくり |
| 兵庫県 | 第12回 | 都市緑化基金賞：緑化活動部門                 | 兵庫県姫路市                     | 兵庫県姫路市 | 水と緑を生かした潤いあるアメニティ都市づくり |
| 兵庫県 | 第10回 | 審査委員長賞：公共部門                       | 兵庫県西脇市                     | 兵庫県西脇市 | 「緑と清流の文化・工芸都市」の実現をめざして～21世紀の西脇づくりへ～ |
| 兵庫県 | 第9回  | 建設大臣賞：公共部門                         | 兵庫県西宮市                     | 兵庫県西宮市 | グリーンシティー西宮「花と緑のネットワークづくり」 |
| 兵庫県 | 第6回  | 都市緑化基金賞：民間部門                     | 兵庫県神戸市                     | 神戸市婦人団体協議会 | 詩情豊かな花のまちづくり～ハミング広場15年～ |
| 兵庫県 | 第3回  | 読売新聞社賞：民間部門                       | 兵庫県姫路市                     | 新日本製鐵広畑製鉄所 | 「ドングリ拾い」から始め育てた緑とコミュニティ |
| 兵庫県 | 第1回  | 内閣総理大臣賞：公共部門                     | 兵庫県神戸市                     | 神戸市 | グリーン・コウベ作戦10年の成果 |
| 奈良県 | 第39回 | 国土交通大臣賞：緑の市民協働部門             | 奈良県吉野町                     | 大和ハウス工業／公益財団法人吉野山保勝                                                                                                   | 吉野山の桜保全活動 |
| 奈良県 | 第37回 | 国土交通大臣賞：緑の市民協働部門             | 奈良県明日香村                   | 特定非営利活動法人明日香の未来を創る会大字阪田                                                                                           | あすかオーナー制度～棚田オーナー、うまし酒オーナー～ |
| 奈良県 | 第36回 | 奨励賞：緑の市民協働部門                     | 奈良県奈良市                     | 奈良・人と自然の会 | 歴史的風土景観形成事業ボランティア |
| 奈良県 | 第32回 | 都市緑化機構会長賞：緑の地域づくり部門       | 奈良県生駒市                     | ECOKA委員会（鹿ノ台自治連合会） | 奈良県生駒市鹿ノ台地域（鹿ノ台東1・2・3丁目、西1・2・3 丁目、南1・2 丁目、北1・2・3 丁目）                                                                                   |
| 奈良県 | 第24回 | 奨励賞：都市緑化部門                         | 奈良県奈良市                     | 秋篠川源流を愛し育てる会 | 秋篠川右岸遊歩道 |